# Don Dee
Donald « Don » Dee, né le 9 août 1943 à Boonville, dans le Missouri et mort le 26 novembre 2014 est un joueur américain de basket-ball. Il évoluait au poste d'ailier.

## Palmarès
- Champion olympique 1968